# Prionopterina grammatistis
Prionopterina grammatistis är en fjärilsart som beskrevs av Edward Meyrick 1897. Prionopterina grammatistis ingår i släktet Prionopterina och familjen nattflyn. Inga underarter finns listade i Catalogue of Life.